# Marina (2006)
Marina foi uma telenovela estadunidense-mexicana da Telemundo escrita por Alberto Gómez, produzida e gravada em Acapulco durante 2006 e 2007.
Baseada em Los ricos también lloran e María la del Barrio.
Foi protagonizada por Sandra Echeverría e Mauricio Ochmann que é substituído mais tarde por Manolo Cardona e antagonizada por Aylín Mujica, Eduardo Victoria, Carlos Caballero, Elizabeth Cervantes e Sandra Destenave.

## Enredo
Marina é uma jovem, menina bonita, negligenciada por seu rico pai que perde sua mãe e sua casa. Seu tio, que estava loucamente apaixonado por sua mãe e sempre cuidou de Marina de longe promete sua mãe em seu leito de morte que ele cuidará de Marina. Quando Marina se muda para a mansão de seu tio, ela conhece seu futuro marido, Ricardo, que atualmente é infeliz no casamento com Adriana. Adriana está tendo um caso com muitos homens, incluindo o melhor amigo do Ricardo, Julio. Ela odeia Marina porque ela percebe que seu marido está se apaixonando por ela. Julio e Adriana plano para matar Marina, mas todas as tentativas falharem; em vez Julio é pensado para ser morto depois que ele é pego sequestrando Marina e depois se joga de um penhasco. Adriana é, então, pediu para deixar a mansão pelo tio de Marina. Ao contrário, ela tenta matar Ricardo, mas quando isso falha, ela corre para fora da casa e é morto em um acidente de carro horrível. Antes de morrer, ela confessa a Ricardo todos os assuntos que ela tinha e admite que o bebê que ela estava esperando era de Julio e não dele. Esta notícia deixa Ricardo muito insegura.
Mais tarde, Ricardo e Marina se casar. Dois meses depois, Marina e Ricardo retornar de sua lua de mel. Ricardo deixa-la, porque ele acha que ela é infiel, que na realidade é um esquema de sua mãe planejaram. Ela ficou grávida durante sua lua de mel, mas quando ela sai de sua casa para assistir a seu chá de fraldas, Julio retorna e assusta. Ela é levada por uma mulher a um hospital de caridade e dá à luz. Ela está em estado de choque e quando ela é liberado do hospital, ela se sente perdida e confusa. Seu bebê é tomado por Julio, que está usando uma máscara, para uma caçamba de lixo, onde uma mulher encontra o bebê e leva-lo para casa. Seu marido logo descobre as imagens eram falsas e leva-la de volta, apesar de sua instabilidade. Ricardo tenta dar Marina uma menina adotada; No início, ela se recusa, pensando em seu filho, mas, finalmente, aceita fazer o marido feliz. À medida que o tempo passa Mariana ainda pensa em seu filho, mas todo mundo acredita que seu filho morreu.
Ricardo, está começando a ficar cansado de sua depressão e ele está começando a buscar afeto em Sara. Sara é a empregada na mansão tios de Mariana. Sara e Ricardo, então, um longe. A filha de Ricardo então viu os dois se beijando e diz Mariana. Então a mãe de Ricardo vê-los em seguida, e depois Mariana vê. Ricardo e Mariana resolver os seus problemas e ficar juntos. Anos mais tarde, Sara e Julio apaixonar-se. Eles ficam de Mariana e Ricardo perdido longo criança para roubar a mansão, mas, em seguida, Marina fica a intenção de que o menino é seu filho, ela corre para os seus filhos "mom" e descobre que o menino é seu filho. A mãe de Ricardo acha que Marina está traindo Ricardo com seu filho e isso leva a um divórcio entre Ricardo e Marina. Depois de muita dificuldade Ricardo finalmente acredita que Chuy é seu filho. No entanto Marina não voltar para ele. Através de muitos casos Marina termina na cadeia. Patty fica doente e é correu para Houston por sua mãe biológica e através de uma série de eventos que ela fica melhor. Sua mãe biológica se recusa a deixá-la voltar para Acapulco como ela está com medo que ela vai perder Patty. Eventualmente, ela retorna para Acapulco.

## Elenco

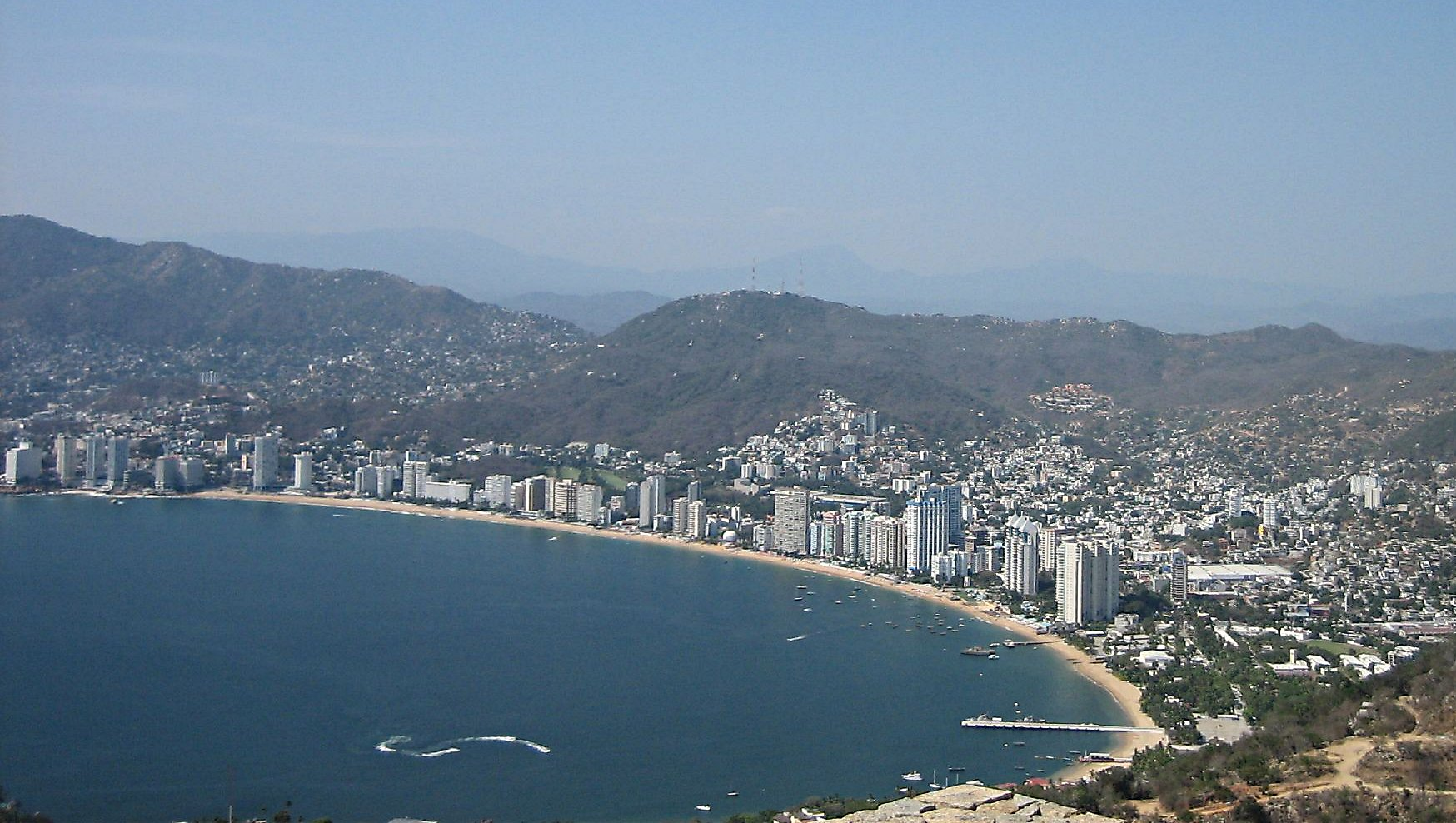
Acapulco, cenário principal da telenovela.

| Ator/atriz                      | Personagem                       |
| ------------------------------- | -------------------------------- |
| Sandra Echeverría               | Marina Hernández de Alarcón      |
| Mauricio Ochmann/Manolo Cardona | Ricardo Alarcón Morales          |
| Aylín Mujica                    | Veronica Saldívar/Laura Saldivar |
| Humberto Zurita                 | Guilherme Alarcón Ferrer         |
| Elizabeth Cervantes             | Sara                             |
| Ilean Almaguer                  | Patricia "Patty" Alarcón         |
| Alfonso Dosal                   | Jesús "Chuy" Alarcón             |
| Susana Dosamantes               | Alberta Morales Vda de Alarcón   |
| Marta Aura                      | Lupe                             |
| Karina Mora                     | Matilde de Alarcón               |
| Jorge Luis Vásquez              | Elías Alarcón Morales            |
| Carlos Guillermo Haydon         | Julio                            |
| Miguel de León                  | Federico Santibáñez              |
| Pablo Azar                      | Papalote                         |
| Dolores Heredia                 | Rosa                             |
| Angélica Celaya                 | Rosalba                          |
| Mara Cuevas                     | Lucía Saldívar                   |
| Lesley Mychelle                 | Gala Alarcón                     |
| Beatriz Shantal                 | Pastora                          |
| Lourdes Villarreal              | Lázara                           |
| Martin Navarrete                | Dr. Valverde                     |
| Verannetthe Lozano              | Sabrina                          |
| Rakel Adriana                   | Gertrudis                        |
| Adriano Zendejas                | Jesús "Chuy" (criança)           |

## Exibição internacional
| País                 | Emissora(s)        | Título |
| -------------------- | ------------------ | ------ |
| Argentina            | Canal 9            | Marina |
| Bósnia e Herzegovina | Pink BH            | Marina |
| Bulgária             | BTV                | Marina |
| Chile                | La Red Chilevisión | Marina |
| China                | CCTV-8             | Marina |
| Colômbia             | Caracol TV         | Marina |
| Costa Rica           | Teleamazonas       | Marina |
| Uruguai              | Teledoce           | Marina |
| Espanha              | TVE 1 FDF Divinity | Marina |
| Estados Unidos       | Telemundo          | Marina |
| Equador              | Televen            | Marina |
| Eslováquia           | TV Pink            | Marina |
| Eslovênia            | POP TV             | Marina |
| Hungria              | TV2                | Marina |
| Japão                | BS-Japan           | Marina |
| Líbano               | MTV Lebanon        | Marina |
| México               | Gala TV            | Marina |
| Macedônia do Norte   | Sitel TV           | Marina |
| Panamá               | TVN                | Marina |
| Paraguai             | SNT                | Marina |
| Peru                 | ATV Global TV      | Marina |
| Polónia              | TVN                | Marina |
| Porto Rico           | Telemundo PR       | Marina |
| República Dominicana | Tele Antillas      | Marina |
| Venezuela            | Televen            | Marina |
| Vietname             | VBC                | Marina |
| Roménia              | Acasă TV           | Marina |